# Politik zum Anfassen
Politik zum Anfassen e. V. ist ein gemeinnütziger, eingetragener Verein der seit 2006 Politische Bildung und Medienprojekte für Schulklassen und Erwachsene entwickelt und durchführt. Sein Motto lautet: „Wir machen Lust auf Demokratie“. Die Projekte sind unabhängig, überparteilich sowie schulformübergreifend ausgerichtet. Der Verein finanziert sich primär projektbezogen sowie über die Kooperation mit Stiftungen. Er wurde mehrfach ausgezeichnet, und sein Projekt „Pimp Your Town!“ wurde als Ort im Land der Ideen 2011 zur besten Bildungsidee Deutschlands gekürt. Jedes Jahr nehmen mehr als 5000 Schüler aus über 50 Schulen aller Schulformen an Projekten des Vereins teil.

## Ziele
Ziel des Vereins ist es, Schülern die Kommunalpolitik sowie den verantwortungsbewussten Umgang mit Medien näherzubringen. Dies geschieht beispielsweise mithilfe von Planspielen oder dem Einsatz von Medien. Dabei werden in Filmprojekten auch komplexe Themen wie Zwangsehen oder Einbürgerung mit den Schülern aufgearbeitet und verfilmt.

## Projekte

### Planspiele

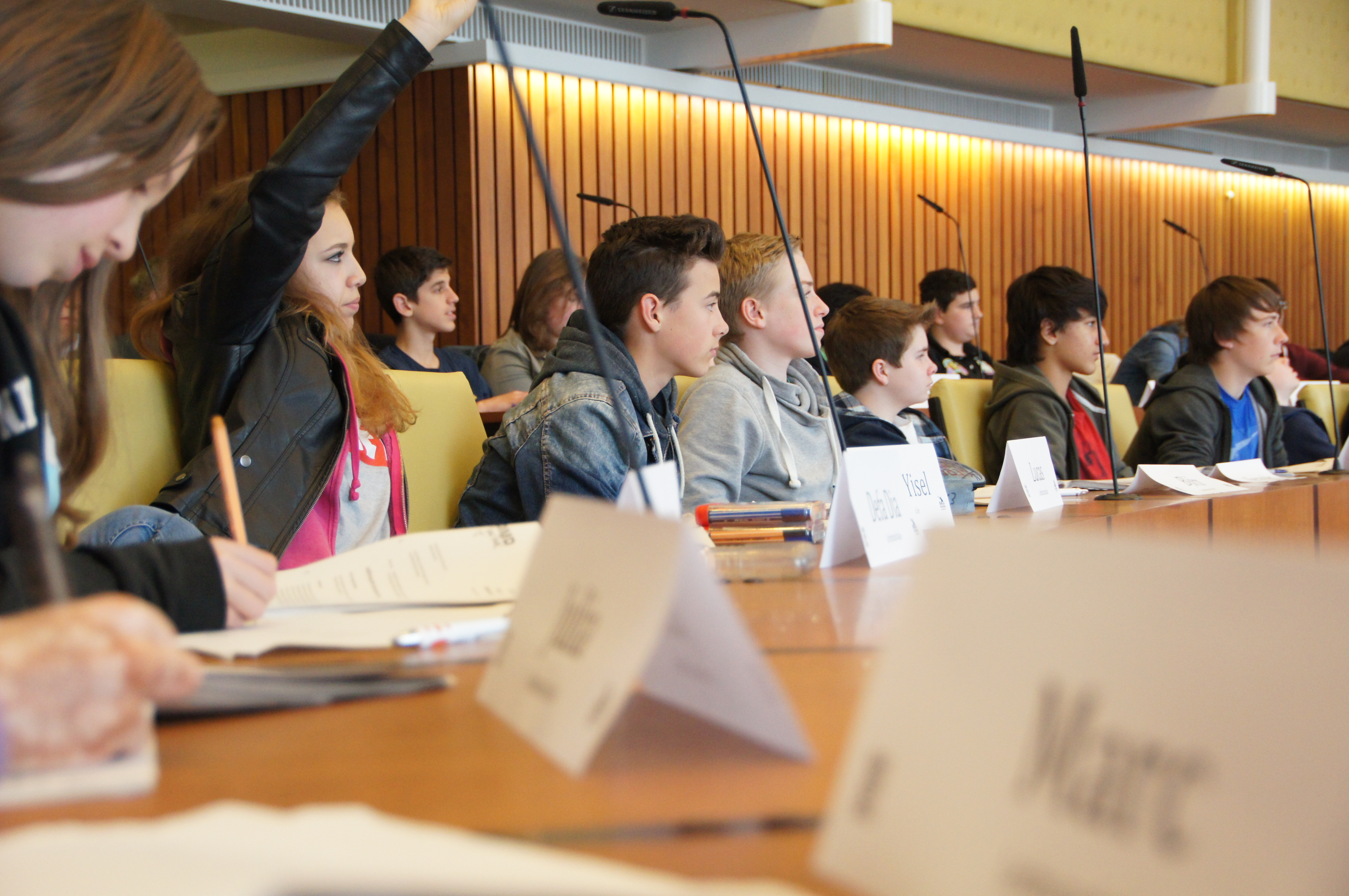
Schüler im Planspiel Pimp Your Town! 2013 in Hannover

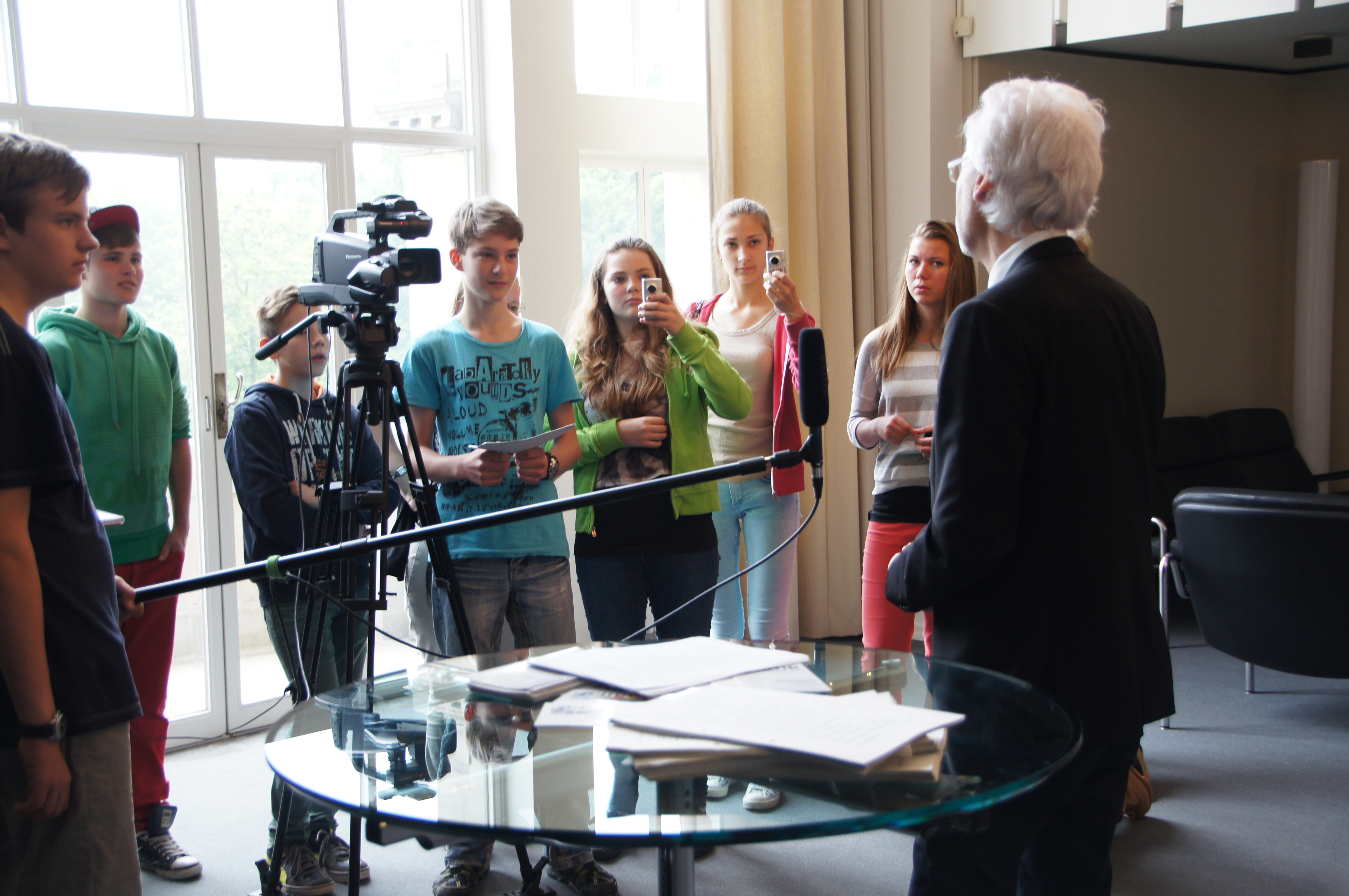
Bernd Strauch im Interview bei Pimp Your Town! 2013

Das bekannteste Planspiel ist Pimp Your Town!, das Politik zum Anfassen in Zusammenarbeit mit der Landeshauptstadt Hannover bereits seit 2009 durchführt. Hier werden Schüler spielerisch in die Grundlagen der Kommunalpolitik eingeführt und erarbeiten dann wie „echte Ratspolitiker“ zunächst in ihren Fraktionen (Klassen) Anträge, die sie wiederum in zusammengestellten Ausschüssen und dann in der großen Ratssitzung diskutieren. Die Anträge der Schüler werden nach jedem Planspiel ebenfalls an die Politik übergeben, die diese erneut diskutiert, auf ihre Realisierbarkeit prüft und in großen Teilen auch umsetzt. Begleitet wird das Planspiel von einer weiteren Klasse, die als „Presse-Team“ einen Film und ein gedrucktes Magazin produziert.
Aufgrund der positiven Erfahrungen in Hannover wird das Planspiel in ähnlicher Form bereits seit 2011 jährlich auf Fehmarn unter dem Namen „Pimp My Island!“, sowie 2011 und 2012 in Hildesheim unter dem Namen „City-Upgrade“ durchgeführt. Stand 2016 findet Pimp Your Town! darüber hinaus in Uetze, Hasbergen, Goslar, Hemmingen, Laatzen, der Region Hannover, Cappeln, Jork und Isernhagen statt. Weitere Planspiele wurden im Rahmen des „Zukunftsprojekt Erde“ (Wissenschaft im Dialog) in Hannover, München und Magdeburg realisiert.
Selbst abstrakte Themen wie ein Regelwerk für einen Stadtteil setzt der Verein mit Schülern in einem parlamentarischen Prozess um, etwa bei der „Sahlkamp-Charta“.
Ebenfalls charakteristisch für die Planspiele von Politik zum Anfassen ist die enge Zusammenarbeit mit der Kommunalpolitik, die sowohl die spätere Umsetzung der Schüleranträge als auch die Durchführung des Planspiels im jeweiligen Rathaus ermöglichen.

### Medienprojekte

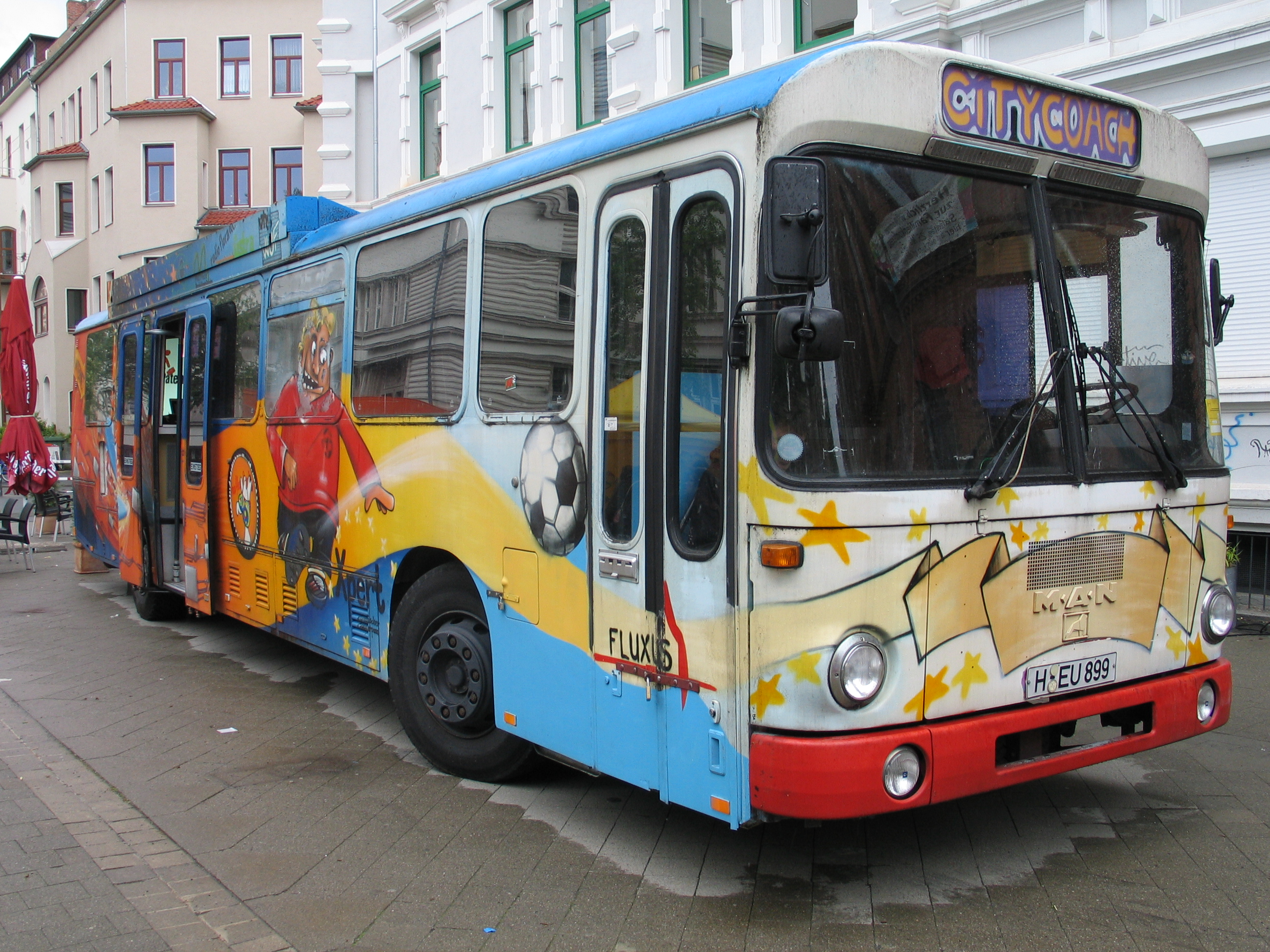
Der Medienbus bei der Familienkonferenz Hannover Nordstadt

Im Projekt „Kulturscanner“ teilen sich Schulklassen in kleine Arbeitsgruppen auf und eignen sich eigenständig Fachkenntnisse über spezielle kulturelle Einrichtungen an. Diese bereiten sie dann auf, um diese an Gleichaltrige unterhaltsam medial zu vermitteln.
Für Bundestagsabgeordnete, wie Kerstin Tack (SPD), behandelt der Verein auch bundespolitische Themen mit Schülern. Im Projekt WahlkreisTACKtiker drehen Schüler Filme zu verschiedenen Themen wie Datenschutz oder Berufsvorbereitung, in denen sie unter anderem Meinungen und Fakten zu diesen Themen in der Umgebung sammeln. Diese setzen sie als Umfragen, Interviews, Comics oder kleinen Spielszenen filmisch um.
In weiteren Filmprojekten entstehen außerdem Filme zu komplexen gesellschaftlichen Themen wie Zwangsehe oder Einbürgerung, die neben der Verbreitung auf YouTube auch offline teils große Verbreitung finden: Der Film „Kartoffel werden“ wird beispielsweise in der Einbürgerungsbehörde Hannover an einbürgerungswillige Menschen verteilt und erklärt auf einfache und verständliche Weise den Weg zur deutschen Staatsbürgerschaft.

### Andere
Bei berufsvorbereitenden Projekten wie den Berufshelden, den Bewerbungspaten oder der Ich-Kampagne lernen Schüler ihre eigenen Stärken besser kennen und zu präsentieren. Ebenfalls werden sie, teils durch Zusammenarbeit mit Unternehmen, auf künftige Bewerbungsgespräche und Assessment-Center vorbereitet.
Bei Umfrageprojekten, wie der Umfrage1417, führen Schüler klassenweise eine Befragung durch, werten diese aus und präsentieren die Ergebnisse der Öffentlichkeit. Die Umfragen behandeln meist das Thema „Freizeitverhalten und Lebensqualität der Jugendlichen im Orts- oder Stadtteil“ und liefern somit Erkenntnisse für Jugendeinrichtungen und Kommunalpolitik.
Seit 2012 ist der Verein auch Träger des Medienbusses der Landeshauptstadt Hannover, mit dem Projekte wie die FerienCard mobil ausgeführt werden.

## Auszeichnungen

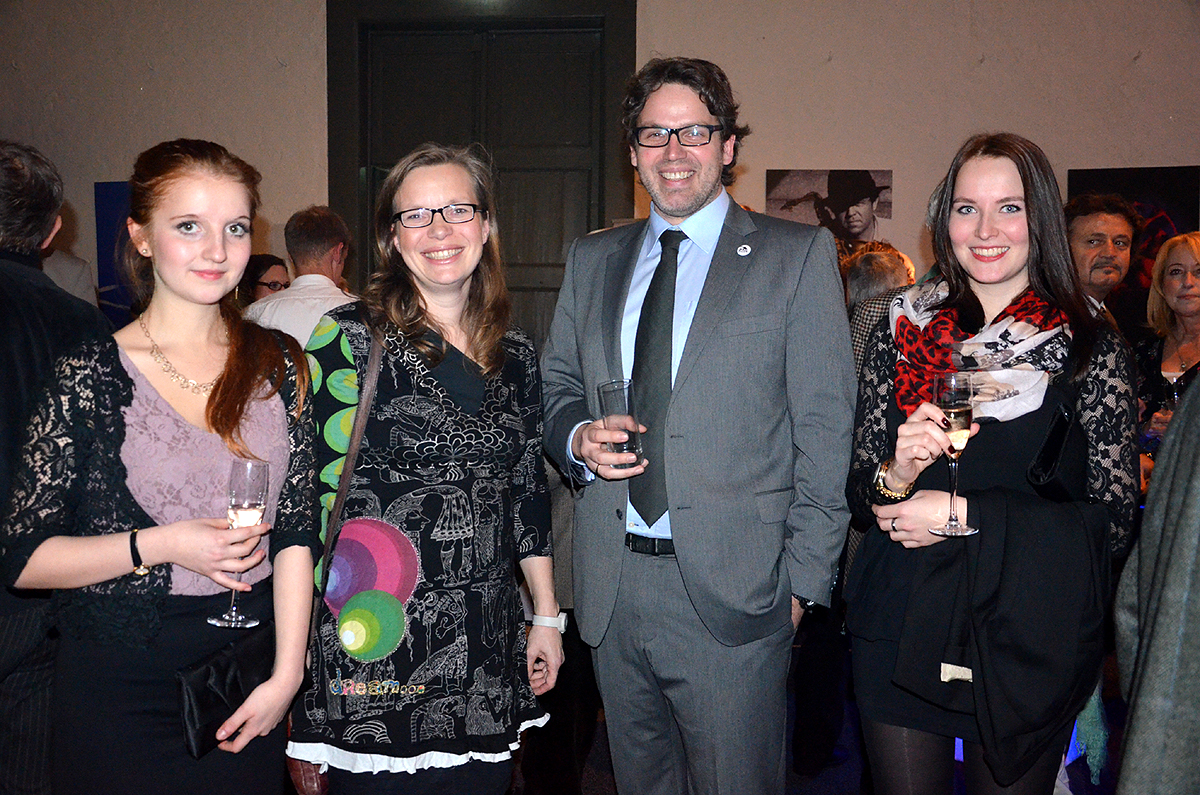
Der Verein beim Stadtkulturpreis Hannover, 2013

- 2015 gewann der Verein den Best Witness Award beim internationalen KWN-Wettbewerb von Panasonic in Singapur.[10]
- 2013 zeichnete das Bündnis für Demokratie und Toleranz den Verein zum wiederholten Male für ein „Vorbildliches Projekt“, in diesem Jahr die „Sahlkamp-Charta“, aus.
- 2012 erhielt der Verein für die „Sahlkamp-Charta“ zusammen mit der Landeshauptstadt Hannover den Integrationspreis des Deutsch-Türkischen Netzwerks (DTN)[11].
- 2012 wurde „Pimp your Town!“ vom Bündnis für Demokratie und Toleranz als „vorbildlich“ eingestuft und erhielt im Rahmen des Wettbewerbs für Demokratie und Toleranz einen Preis.
- 2011 war der Verein Preisträger des 1. Integrationspreises der Landeshauptstadt Hannover in der Kategorie Medien.
- 2011 wurde „Pimp your Town!“ als beste Bildungsidee Deutschlands ausgewählt und der Verein damit zum Bundessieger im Land der Ideen.
- 2011 wurde die kommunalpolitische Internetseite „Polarbsen.de“ beim 21. Juniorenpressepreis mit einem Sonderpreis als beste Online-Schülerzeitung ausgezeichnet.
- Der Verein wurde 2011 und 2012 für den Deutschen Engagementpreis nominiert.